# Râul Știrlivăț
Râul Știrlivăț este un curs de apă, afluent al râului Ilișești. 

## Hărți
- Harta județului Suceava